# 估價人
估價人（英語：appraiser），又稱估價師，是指對產品（一般是地產）的市場價值或其他價值提出意見的人。在美國，要成为房地产评估师，必须获得州的评估师执照，才能在該州執業。